# Атрощенко, Пётр Алексеевич
Пётр Алексеевич Атрощенко (бел. Пётр Аляксеевіч Атрошчанка; 9 апреля 1962, пос. Борец, Лоевский район, Гомельская область, БССР, СССР) — белорусский военачальник и политик. Депутат Палаты представителей Национального собрания Республики Беларусь шестого созыва.

## Биография
Родился 9 апреля 1962 года в поселке Борец Лоевского района Гомельской области.
Окончил Белорусский институт инженеров железнодорожного транспорта по специальности «Инженер путей сообщения по эксплуатации железных дорог».
С 1984 по 1985 годы работал дежурным по железнодорожной станции Молодечно. С 1985 по 1993 годы проходил службу в органах военных сообщений Вооруженных Сил.
В органах государственной безопасности Республики Беларусь с ноября 1993 года. Прошел путь от оперуполномоченного до заместителя начальника управления Комитета государственной безопасности по г. Минску и Минской области.
В 2003 году окончил Академию управления при Президенте Республики Беларусь по специальности «Экономист-менеджер».
Был депутатом Палаты представителей Национального собрания Республики Беларусь VI созыва (2016—2019), являлся членом Постоянной комиссии по национальной безопасности. Входил в состав депутации Национального собрания Республики Беларусь в Парламентском Собрании Союза Беларуси и России, рабочих групп по Национального собрания Республики Беларусь по сотрудничеству с парламентами Боснии и Герцеговины, Ирака, Филиппин, Швейцарии.

## Награды
- медаль «За безупречную службу» III степени,
- медаль «За безупречную службу» II степени,
- медаль «За безупречную службу» I степени,
- медаль «За отличие в воинской службе».

## Семья
Женат, имеет дочь и сына.

## Хобби
Болельщик футбола и хоккея, любитель тенниса и бильярда. Грибник.